# آلین (ایتالیا)
آلین (ایتالیا) (به ایتالیایی: Allein) یک کومونه در ایتالیا است که در واله دائوستا واقع شده‌است.

## خصوصیات
آلین ۸ کیلومترمربع مساحت و ۲۴۹ نفر جمعیت دارد و ۱٬۱۹۰ متر بالاتر از سطح دریا واقع شده‌است.